# Комітети допомоги Україні у війні
Комітети допомоги Україні у війні – організації антифашистської солідарності емігрантів з УРСР та Росії, що діяли у державах Північної та Півд. Америки в період Другої світової війни. Перша така організація під назвою "Комітет допомоги Росії у війні" з відділенням "Український американський комітет" була створена в жовтні 1941 у Чикаго (США). Пізніше в США й Канаді почали діяти "Українське товариство допомоги Батьківщині", "Канадське товариство допомоги Росії" (з українським відділенням), "Товариство українських американських городян", "Український комітет допомоги Батьківщині", "Ліга американських українців", "Асоціація українців Канади" та ін. Подібні організації діяли і в країнах Півд. та Центр. Америки. Основним завданням комітетів допомоги було проведення масових пропагандистських заходів проти агресії Третього рейху та збирання грошових коштів, майна, медикаментів, продуктів харчування для Червоної армії (див. Радянська армія) і населення, яке постраждало від війни та гітлерівської окупації. До добродійних кампаній долучалися сотні тисяч робітників, службовців, студентів, фермерів – людей різних національностей та соціальних станів.